# Kuang Si Waterval

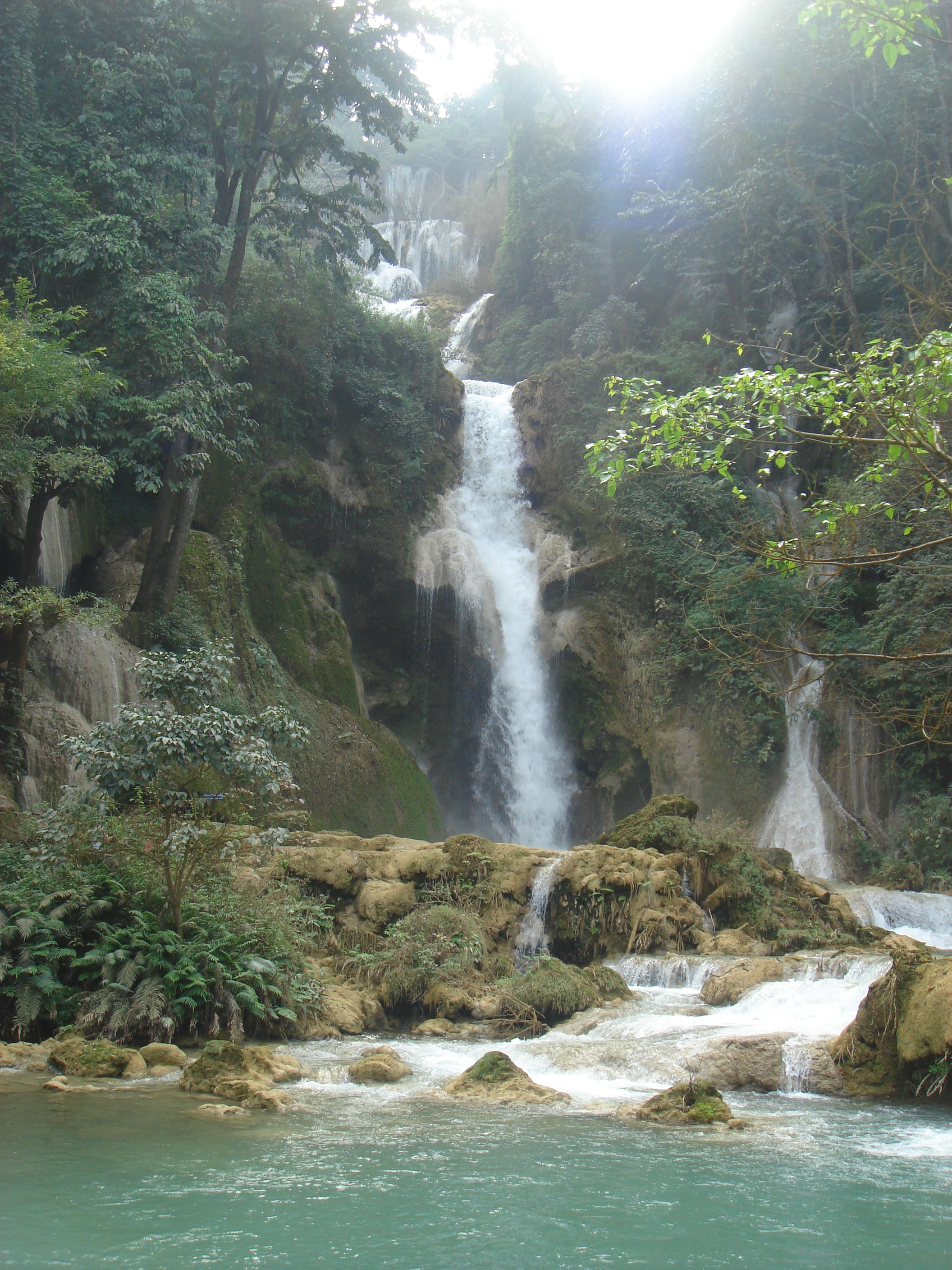
Kuang Si waterval, november 2007

Zo'n 29 km ten zuiden van Luang Prabang, in Laos ligt de Kuang Si Waterval, dit is een bijzondere waterval die bekendstaat om zijn schoonheid.

## Waterval
De Kuang Si waterval is een van de grootste bekende watervallen in Laos (gelegen in Azië). De waterval ligt circa vijfentwintig kilometer ten zuiden van de stad Luang Prabang. De waterval is opgebouwd uit tufsteen. Dit wordt gevormd doordat kalkhoudend water van de rivier steeds nieuwe laagjes kalk achterlaat op organisch materiaal (mos, takjes, blaadjes). In de loop van de eeuwen kunnen kalkbarrières ontstaan die soms tientallen meters hoog worden. Hierbij kunnen overdekte ruimtes, tufgrotten ontstaan. De Kuang si waterval is een van de grootste tufsteenwatervallen van Zuidoost-Azië. In het regenseizoen van 2001 is het onderste gedeelte van de waterval ernstig beschadigd geraakt. Tot dat moment was er onderaan de waterval een groot bassin en enkele kleiners poeltjes afgeschermd door hoge tufsteenwanden. Deze zijn door instorting verloren gegaan.
De waterval bevindt zich aan de rand van een woud, waar door de lokale bewoners houten vlonders zijn gemaakt over het onderste azuurblauwe meertje. Deze waterval bestaat uit meerdere plateaus met elk een net iets andere beleving van baden. Door het woud, aan de linkerkant van de waterval, vindt men een pad dat leidt tot de hoger gelegen plateaus. Op het bovenste plateau vindt men een slinger aan een boom die een leuke plons in het water tot gevolg heeft.